# Ed Herlihy
Ed Herlihy est un acteur américain né le 14 août 1909 à Boston, Massachusetts (États-Unis), mort le 30 janvier 1999 à New York (New York).

## Filmographie

### Cinéma
- 1981 : L'Élu (The Chosen) : Newsreel Announcer
- 1985 : Police Academy 2 : Au boulot ! (Police Academy 2: Their First Assignment) : Dooley
- 1985 : Pee-wee Big Adventure (Pee-wee's Big Adventure) : Mr Buxton
- 1986 : Un sacré bordel ! (A Fine Mess) : T.V. Reporter
- 1988 : Qui veut la peau de Roger Rabbit (Who Framed Roger Rabbit) de Robert Zemeckis : Newscaster
- 1992 : Malcolm X : Joe Louis Announcer

### Télévision

#### Séries télévisées
- 1962 : The Jack Paar Tonight Show (en) : Announcer
- 1967-1971 Kraft Music Hall (en) : Announcer (96 épisodes)

#### Téléfilms
- 1983 : Le prisonnier (en) (Jacobo Timerman: Prisoner Without a Name, Cell Without a Number) de Linda Yellen : ?
- 1994 : Nuits de Chine (Don't Drink the Water) : Narrator